# We are Winner!/スターティングオーバー
「We are Winner!/スターティングオーバー」（ウィー・アー・ウィナー!/スターティングオーバー）は、2019年4月2日にT-Palette Recordsから発売、および配信されたアップアップガールズ(2)の6枚目のシングル。

## 概要
- 2019年3月に島崎友莉亜、新倉愛海、森永新菜が加入し、9人体制となって初のCDシングル。
- 橋村理子ラスト参加シングル。
- つんく♂（シャ乱Q）をプロデューサーに迎えた3作連続シングルの第3弾[2]の予定であったが、4月4日に開催された同シングルの発売記念イベントにおいて、新たに第4弾の楽曲プロデュースを手掛けることが発表された[3]。

## 収録曲
1. We are Winner!
作詞・作曲：つんく、編曲：大久保薫
2. スターティングオーバー
作詞：NOBE、作曲：michitomo、編曲：michitomo/ENIXES(GOLDTAIL)
3. We are Winner!（Instrumental）
4. スターティングオーバー（Instrumental）